# Bernd Siebert (político)
Bernd Siebert (Gudensberg, 17 de outubro de 1949 – 16 de dezembro de 2023) foi um político alemão. Nasceu em Gudensberg, Hesse, e representa a CDU. Bernd Siebert actuou como membro do Bundestag do estado de Hesse de 1994 a 2009, de 2010 a 2017 e desde 2020.

## Vida
Ele passou para o Bundestag em 2 de março de 2020. Ele era membro do comité de defesa.